# Antonio Pigafetta

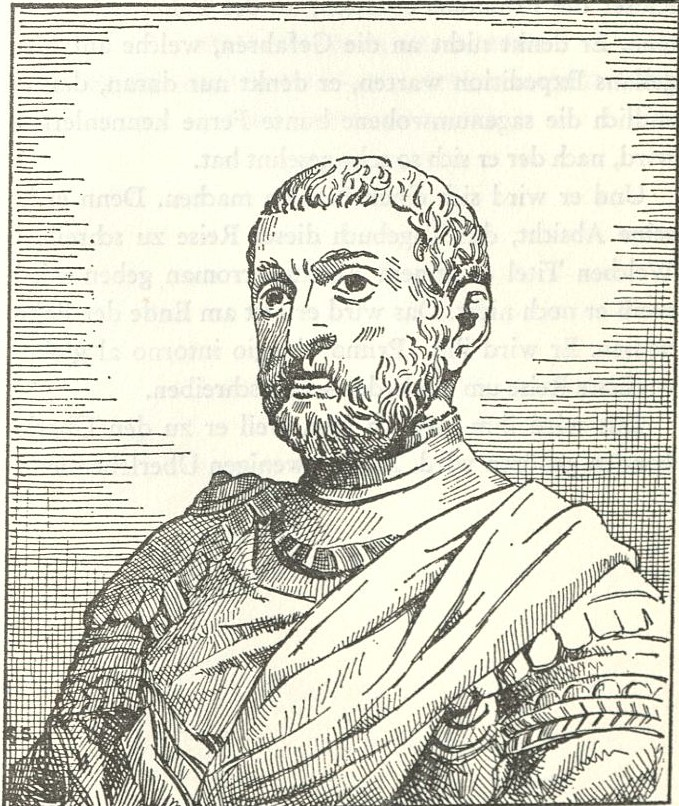
Undatierte Zeichnung nach einer Büste des 16. Jahrhunderts, die sich heute im Museo Civico von Vicenza befindet. Von der Büste nahm man lange irrtümlich an, sie stelle Antonio Pigafetta dar. Tatsächlich gehörte die Büste aber zum Grabmal eines entfernten Verwandten namens Giovanni Alberto Pigafetta, Sohn des Girolamo, der 1562 im Alter von 29 Jahren starb.

Antonio Pigafetta (* vor 1492 in Vicenza; † nach 1524) war ein italienischer Ordensritter, Entdeckungsreisender und Schriftsteller, der vor allem als Chronist der ersten Erdumseglung unter Ferdinand Magellan und Juan Sebastián Elcano bekannt ist.

## Leben

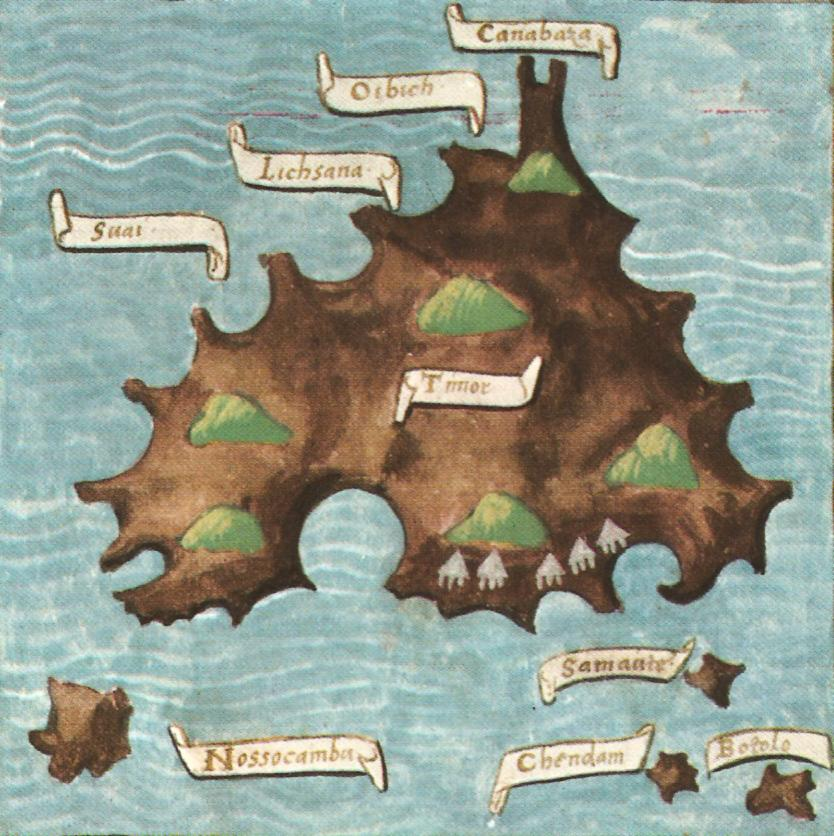
Karte der Insel Timor von Pigafetta

Antonio Pigafetta entstammte einer vornehmen Familie aus Vicenza, die außer ihm noch weitere namhafte Verfasser von Reiseberichten hervorbrachte: den Orient- und Afrika-Reisenden Filippo sowie Marc'Antonio Pigafetta, der 1567/68 an einer diplomatischen Mission an die Hohe Pforte teilnahm.
Antonio Pigafetta kam im Frühjahr 1519 als Mitglied einer päpstlichen Gesandtschaft an den Hof des spanischen Königs Karl I. Dort erfuhr er von Magellans Expedition, die zur selben Zeit in Sevilla vorbereitet wurde, und erhielt vom König die Erlaubnis, als „Sobresaliente“ an der Reise teilzunehmen.
Während der gesamten, fast drei Jahre dauernden Reise führte Pigafetta, wie er selbst erklärte, Tagebuch. Unterwegs studierte er indigene Sprachen und machte sich mehrfach als Übersetzer nützlich. Als Magellan auf den Philippinen, die er als erster Europäer im März 1521 erreichte, im Kampf mit Einheimischen den Tod fand, erlitt auch Pigafetta eine Verwundung. 1522 erreichte Pigafetta die Insel Timor. Nachdem die Insel bereits 1512 von António de Abreu entdeckt worden war, lieferte Pigafetta als Erster eine Beschreibung Timors, wo er 18 Tage verbrachte. Am 8. September 1522 kehrte er auf der Nao Victoria nach Sevilla zurück. Die Victoria war das einzige von den fünf Schiffen der Expedition, das nach Europa zurückkehrte, nachdem es – als erstes Schiff, von dem die Geschichte weiß – einmal die Erde umrundet hatte.
Pigafetta übergab Kaiser Karl V. eine Abschrift seines Tagebuchs. Von der Weltumrundung berichtete er auch König Johann III. von Portugal und Luise von Savoyen, der Mutter des französischen Königs Franz I. Ab 1523 hielt er sich wieder in Italien auf. Spätestens seit 1524 war er Ritter des Ordens vom Heiligen Johannes von Jerusalem und Rhodos und Inhaber der Kommende Norcia, Todi und Arquata. Sein weiteres Schicksal ist nicht bekannt.

## Bericht der Weltumseglung

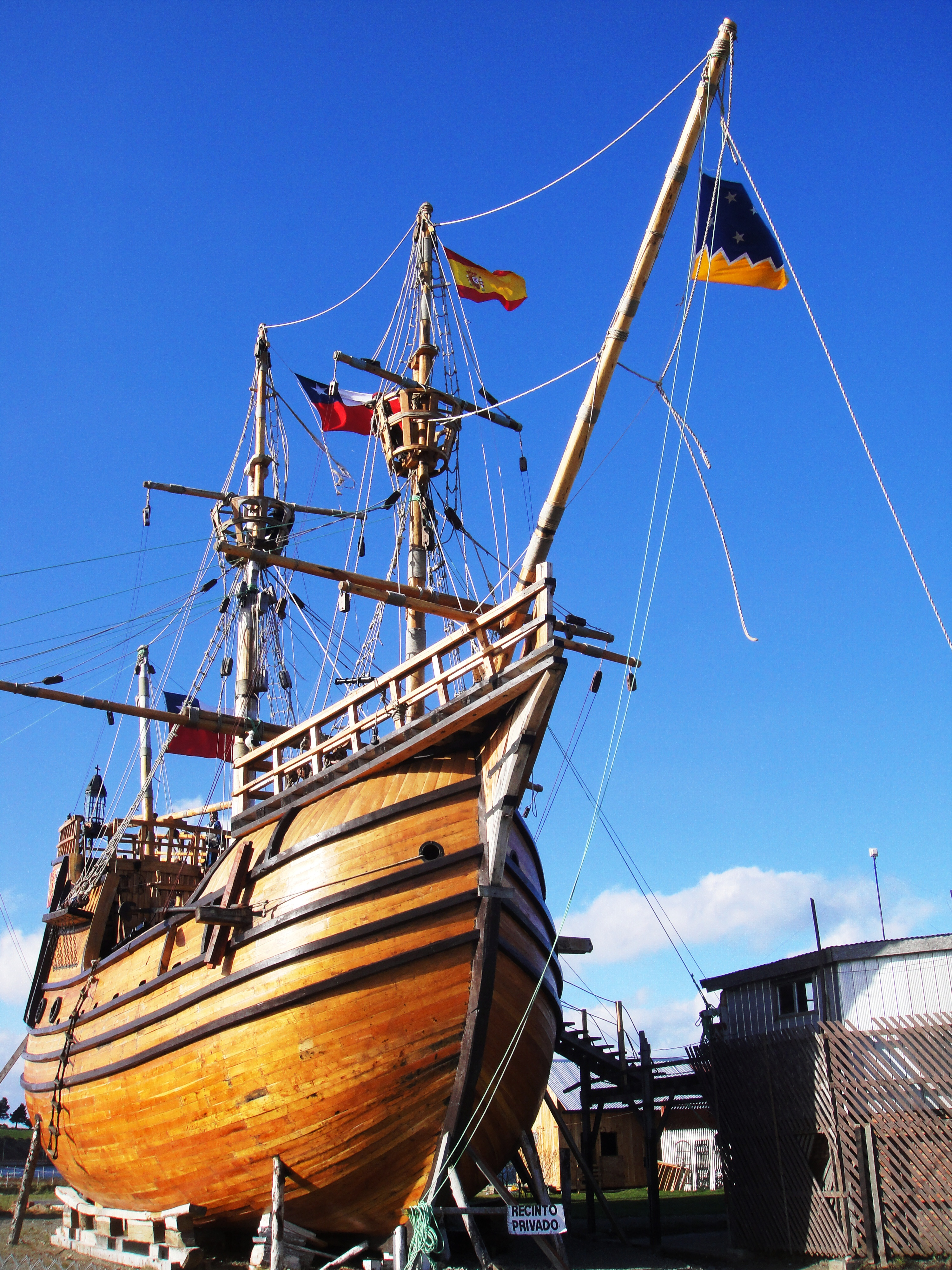
Nachbau der Nao Victoria in Museo Nao Victoria in Punta Arenas, Chile

Das Tagebuch, das Antonio Pigafetta während der Reise führte, ist nicht im Original erhalten. Wahrscheinlich um 1524 verfasste Pigafetta einen literarischen Reisebericht, der in vier handschriftlichen Kopien überliefert ist, drei davon auf Französisch und eine auf Venetisch. Bei keinem dieser vier handschriftlichen Textzeugen handelt es sich um ein Autograph Pigafettas, sie werden aber, da sie inhaltlich im Wesentlichen übereinstimmen, als authentisch angesehen. Ca. 1525 erschien in Frankreich im Druck eine gekürzte französische Fassung seines Berichts, die, ins Italienische übersetzt und abermals gekürzt, 1536 auch in Italien gedruckt wurde. Diese Fassung fand wiederum Eingang in den ersten Band von Giovan Battista Ramusios Sammlung von Reiseberichten Delle navigationi et viaggi (Venedig 1550). Im Jahr 1800 fand Carlo Amoretti in der Biblioteca Ambrosiana die venetische Abschrift von Pigafettas Bericht und gab sie im Druck heraus. Amorettis Edition bildete im 19. Jahrhundert die Basis für zahlreiche Übersetzungen in andere Sprachen und Neuausgaben. Die erste kritische Edition datiert von 1894 und stammt von Andrea da Mosto.
Pigafettas „klare und präzise Sprache trägt zusätzlich zur Glaubwürdigkeit der Beobachtungen bei“ – gleich ob es um die Beschreibung der Zustände an Bord oder der Flora und Fauna an Land gehe, ob um nautische Fakten oder die Menschen und ihre Gebräuche an den besuchten Küsten. Bis zum Erreichen der Gewürzinseln, des Ziels der Reise, sind die Längengrade wohl absichtlich falsch angegeben. Pigafetta ist „erstaunlich vorurteilsfrei, auch wenn seine Berichte teilweise ein wenig ins Fiktionale abzugleiten scheinen“. Juan Sebastián Elcano, der nach Magellans Tod Kommandant der Victoria wurde, erwähnt Pigafetta mit keinem Wort.

## Ehrungen
Nach dem Seefahrer wurde der italienische Zerstörer der Regia Marina RN Antonio Pigafetta benannt. 2017 wurde ein Asteroid nach ihm benannt: (52558) Pigafetta. Auch die Pflanzengattung Pigafetta aus der Familie der Palmen (Arecaceae) ist nach ihm benannt.
Denkmäler für Antonio Pigafetta gibt es in seiner Geburtsstadt Vicenza, in Punta Arenas an der Magellanstraße und in Cebu City auf den Philippinen.

## Editionen von Pigafettas Bericht
- Le voyage et nauigation, faict par les Espaignolz es Isles de Mollucques. Des isles quilz ont trouue audict voyage, des roys dicelles, de leur gouuernement & maniere de viure, auec plusiers aultres choses, Paris o. D.
- Giovanni Battista Ramusio, Primo volume delle naviationi et viaggi nel qual si contiene la Descrittione dell’Africa Et del paese del Prete Ianni, con uarii uiaggi, dal mar Rosso à Calicut, & infin all’isole Molucche, doue nascono le Spetierie, Et la Nauigatione attorno il mondo, Venedig 1550
- Carlo Amoretti (Hg.), Primo viaggio intorno al globo terracqueo ossia Ragguaglio della navigazione alle Indie orientali per la via d’occidente fatta dal cavaliere Antonio Pigafetta patrizio vicentino Sulla Squadra del Capit. Magaglianes negli anni 1519-1522, Mailand 1800
- Andrea da Mosto (Hg.), Il primo viaggio intorno al globo di Antonio Pigafetta e le sue regole sull’arte del navigare (= Raccolta di documenti e studi pubblicati dalla R. Commissione Colombiana pel quarto centenario dalla scoperta dell’America. Parte V – Volume III), Roma 1894
- James Alexander Robertson (Hg.), Antonio Pigafetta. Magellan’s Voyage Around the World. The Original Text of the Ambrosian Ms., with English translation, notes, bibliography, and index. 3 Bde., Cleveland, Oh. 1906
- Mario Pozzi (Hg.), Antonio Pigafetta. Il primo viaggio intorno al mondo. Con il trattato della sfera. 2 Bde., Vicenza 1994 (Faksimilie-Ed.)
- Andrea Canova (Hg.), Antonio Pigafetta. Relazione del primo viaggio attorno al mondo. Testo critico e commento, Padua 1999
- Xavier de Castro (Hg.), Le Voyage de Magellan (1519–1522). La relation d’Antonio Pigafetta & autres témoignages. 2 Bde., Chandeigne, Paris 2007 (2. Aufl. 2010)

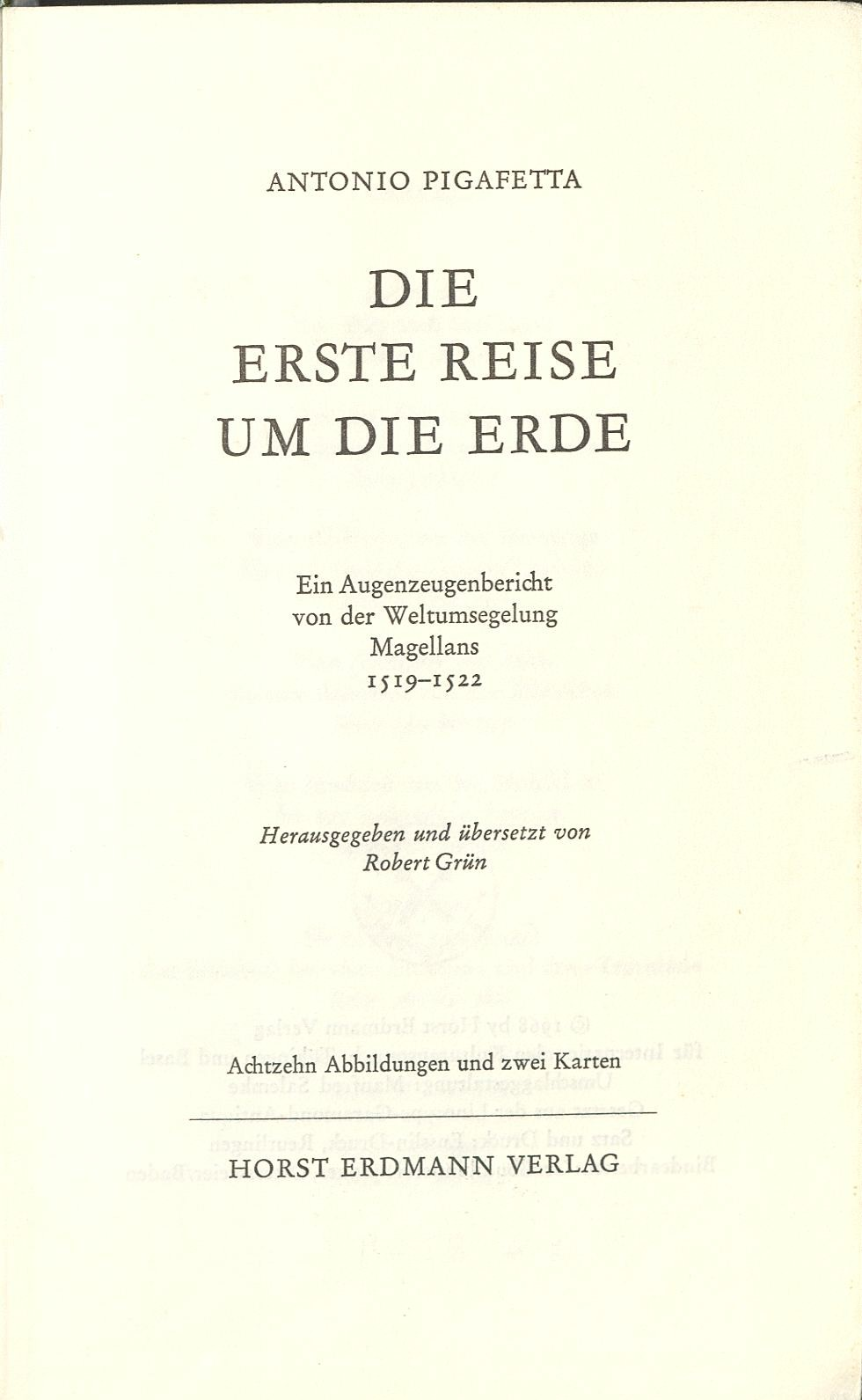
Antonio Pigafettas Bericht über Die erste Reise um die Erde, in der Bearbeitung von Robert Grün (1968)

## Deutsche Übersetzungen
in der Reihenfolge des Erscheinens
- Anton Pigafetta’s Beschreibung der von Magellan unternommenen ersten Reise um die Welt. Aus einer Handschrift der ambrosianischen Bibliothek zu Mailand. Aus dem Französischen. Justus Perthes, Gotha 1801 (Digitalisat).
- Oscar Koelliker: Die erste Umseglung der Erde durch Fernando de Magallanes und Juan Sebastian del Cano 1519–1522. Piper, München 1908; Nachdruck 1997.
- Die erste Reise um die Erde. Ein Augenzeugenbericht von der Weltumsegelung Magellans 1519–1522. Herausgegeben und übersetzt von Robert Grün. Erdmann, Tübingen und Basel 1968.
  - Neuausgabe unter dem Titel Mit Magellan um die Erde. Ein Augenzeugenbericht der ersten Weltumsegelung 1519–1522. Herausgegeben und übersetzt von Robert Grün. Edition Erdmann, Stuttgart und Wien 2001, ISBN 3-522-60401-6 (und weitere Nachdrucke).
- An Bord mit Magellan. Bericht über die erste Reise rund um die Welt 1519–1522. Vollständig aus dem Original übersetzt von Christian Jostmann, C.H. Beck, München 2025, ISBN 978-3-406-82906-2.